# Altavas
Altavas é um município de  quarta classe de renda municipal (d) na província Aklan, nas Filipinas. De acordo com o censo de 1 de maio  de  2020 possui uma população de 25 639 pessoas e 6 504 domicílios.